# Решетников, Василий Семёнович
Василий Семёнович Решетников (9 февраля 1927, хутор Мочаки, СССР — 2 июля 2019, Одесса, Украина) — советский сценарист.

## Биография
Родился 8 февраля 1927 года на в хуторе Мочаки Белгородской области в многодетной крестьянской семье, окончил среднюю школу в с. Кривые Балки.
В годы Великой Отечественной войны в 1944 году был призван в РККА, при этом приписал себе год. После чего был отправлен на Урал в военную школу младших командиров. В ноябре 1944 года — лейтенант в 374-м запасном стрелковом полку 7-й запасной стрелковой дивизии Уральского военного округа.
С началом войны с Японией в составе штурмовой группы отряда особого назначения воевал с Квантунской армией на территории Китая, свой опыт позже отразил при написании сценария фильма «Отряд особого назначения», который вышел на экраны в 1978 году.
Награждён медалями «За победу над Германией», «За победу над Японией», орденом Отечественной войны II степени (1985).
После войны служил в Забайкалье и на Дальнем Востоке.
Ещё на фронте проявились в виде стихов литературные способности, демобилизовавшись в мае 1951 года с июня 1951 года по июнь 1952 года работал в газете «Белгородская правда», с 1952 года печатался в журналах «Советский воин», «Молодёжная эстрада», «Советская Украина».
В 1957 году окончанил сценарно-редакторский факультет ВГИКа и был назначен на Одесскую киностудию где работал редактором, состоял членом сценарно-редакционной коллегии и был руководителем сценарной мастерской.
С 1970 года выступал как сценарист, став автором с десятка сценариев художественных фильмов. Фильм «Мы вместе, мама» награждён специальным дипломом за лучший литературный сценарий на Международном фестивале телефильмов в Праге.
Одновременно продолжал литературную деятельность, в 1963 году его рассказы вышли отдельными изданиями в московском «Профиздате» и в одесском «Маяке».
В 2019 году отметил 92-летие. Скончался 2 июля 2019 года в Одессе.

## Решетников и Шукшин
Сыграл большую роль в открытии как актёра Василия Шукшина — во время учёбы во ВГИКе они вместе жили в одной комнате в общежития, сдружились, Решетников ещё студентом был автором первой публикации о Шукшине напечатанной в газете «Советский воин», позже работая на Одесской киностудии привлёк своего друга к съёмкам в фильме «Два Фёдора», позже отразил всё это в рассказе «Самый первый автограф Василия Шукшина».

## Фильмография
Сценарист:
- 1970 — Спеши строить дом
- 1972 — Всадники
- 1973 — Заячий заповедник
- 1976 — Мы вместе, мама
- 1977 — Хлеб детства моего
- 1978 — Отряд особого назначения
- 1981 — Право руководить
- 1983 — Тепло родного дома

Редактор фильмов, в том числе:
- 1967 — Вертикаль
- 1967 — Тихая Одесса
- 1968 — День ангела
- 1969 — Повесть о чекисте
- 1970 — Севастополь
- 1972 — Юлька
- 1973 — Мальчишку звали Капитаном
- 1975 — Мальчишки ехали на фронт
- 1977 — Солдатки
- 1983 — Экипаж машины боевой